# Erzgebirgskreis
Erzgebirgskreis je okrug (Kreis) u Saskoj, Njemačka. Ime je dobio po Erzgebirge (Rudna gora), planinskom lancu u južnom dijelu okruga koji je sastavni dio njemačko-češke granice.

## Povijest
Okrug je osnovan spajanjem bivših okruga Annaberg, Aue-Schwarzenberg, Stollberg i Mittlerer Erzgebirgskreis kao dio reforme u kolovozu 2008. godine

## Zemljopis
Nekoliko rijeka koje teku s Rudne gore protiču kroz okrug, uključujući Zwickauer Mulde i Zschopau.

## Gradovi i općine
| Gradovi | Gradovi | Općine | Općine | Općine |
| --- | --- | --- | --- | --- |
| 1. Annaberg-Buchholz 2. Aue 3. Ehrenfriedersdorf 4. Eibenstock 5. Elterlein 6. Geyer 7. Grünhain-Beierfeld 8. Johanngeorgenstadt 9. Jöhstadt 10. Lauter 11. Lengefeld 12. Lößnitz 13. Lugau 14. Marienberg | 1. Oberwiesenthal 2. Oelsnitz 3. Olbernhau 4. Schneeberg 5. Schwarzenberg 6. Scheibenberg 7. Schlettau 8. Stollberg 9. Thalheim 10. Thum 11. Wolkenstein 12. Zöblitz 13. Zschopau 14. Zwönitz | 1. Amtsberg 2. Auerbach 3. Bad Schlema 4. Bärenstein 5. Bernsbach 6. Bockau 7. Börnichen 8. Borstendorf 9. Breitenbrunn 10. Burkhardtsdorf 11. Crottendorf 12. Deutschneudorf 13. Drebach 14. Erlbach-Kirchberg | 1. Gelenau 2. Gornau 3. Gornsdorf 4. Großolbersdorf 5. Großrückerswalde 6. Grünhainichen 7. Heidersdorf 8. Hohndorf 9. Hormersdorf 10. Jahnsdorf 11. Königswalde 12. Mildenau 13. Neukirchen 14. Niederdorf | 1. Niederwürschnitz 2. Pfaffroda 3. Pobershau 4. Pockau 5. Raschau-Markersbach 6. Schönheide 7. Sehmatal 8. Seiffen 9. Stützengrün 10. Tannenberg 11. Thermalbad Wiesenbad 12. Zschorlau |

## Vanjske poveznice
- Službene stranice okruga